# Варламов, Валентин Степанович
Валентин Степанович Варламов (15 августа 1934, Сухая Терешка, Средневолжский край — 2 октября 1980, Звёздный городок, Московская область) — советский лётчик-испытатель, член первого отряда космонавтов СССР.

## Биография
Валентин Степанович Варламов родился 15 августа 1934 года в селе Сухая Терешка (ныне Николаевского района Ульяновской области). Окончил Новосибирское авиационное училище лётчиков в 1955 году. Проходил службу в авиационных частях ПВО.
28 апреля 1960 года был отобран для подготовки к космическому полёту и зачислен в первый отряд советских космонавтов. Проходил подготовку к космическому полёту на корабле «Восток», был отобран в группу шести космонавтов, готовившихся к первому полёту.
Подготовку к космическому полёту не закончил: 24 июля 1960 года во время купания в озере получил серьёзную травму шейного позвонка (нырнул и ударился головой о дно). После длительного лечения в госпитале,  по медицинским показаниям отчислен из отряда космонавтов 6 марта 1961 года. После отчисления остался работать в Звёздном городке инструктором.
Валентин Варламов погиб в результате несчастного случая (клея обои, ударился виском о кровать) 2 октября 1980 года. Похоронен на кладбище в селе Леониха Щёлковского района Московской области.